# Lane McCray
Lane McCray, född 13 april 1960 i Fort Bragg, North Carolina, är en amerikansk sångare, låtskrivare, rappare och underhållare, mest känd som medlem i eurodancegruppen La Bouche.